# Leopold (namn)
Leopold är ett mansnamn med tyskt ursprung och bildat av fornhögtyska liut ('folk') och bald ('djärv').
Namnet är ovanligt i Sverige. Bland de yngre får ett 10-tal namnet som tilltalsnamn varje år. Den 31 december 2009 fanns det totalt 2 276 personer i Sverige med namnet varav 365 med det som tilltalsnamn. År 2003 fick 55 pojkar namnet varav 18 fick det som tilltalsnamn.
Namnsdag: 15 november  (sedan 1600-talet, utom 1993–2000 då namnsdagen fanns på 28 juli). I den finlandssvenska namnsdagslängden har Leopold namnsdag 28 juni sedan 1995. Före det hade Leopold namnsdag 15 november 1929–1994.

## Personer med Leopold som förnamn

### Kungliga och furstliga utan efternamn
- Leopold I (tysk-romersk kejsare) (1640–1705)
- Leopold I av Anhalt-Dessau (1676–1747), furste av Anhalt-Dessau
- Leopold I av Belgien (1790–1865), kung av Belgien från 1831
- Leopold I av Lippe (1767–1802)
- Leopold I, hertig av Österrike (1290–1326)
- Leopold II (tysk-romersk kejsare) (1747–1792), som kung av Toscana Leopold I av Toscana
- Leopold II av Belgien (1835–1909), kung från 1865
- Leopold II av Lippe (1796–1851)
- Leopold II av Toscana (1797–1870)
- Leopold II Maximilian av Anhalt-Dessau (1700–1751)
- Leopold II av Österrike (1075–1095), markgreve
- Leopold III av Anhalt-Dessau (1740–1817)
- Leopold III av Belgien (1901–1983), kung 1934–1951
- Leopold III av Lippe (1821–1875)
- Leopold III av Österrike (1073–1136), markgreve, Österrikes skyddshelgon
- Leopold III, hertig av Österrike (1351–1386)
- Leopold IV av Anhalt-Dessau (1794–1871)
- Leopold IV av Lippe (1871–1949)
- Leopold IV av Österrike (1108–1141),markgreve, hertig av Bayern
- Leopold V av Främre Österrike (1586–1632), hertig
- Leopold V av Österrike (1157–1194), hertig
- Prins Leopold, hertig av Albany (1853–1884), prins av Storbritannien
- Leopold av Baden (1790–1852), storhertig av Baden
- Leopold av Bayern (1846–1930), bayersk hertig
- Leopold av Hohenzollern-Sigmaringen (1835–1905), furste av Hohenzollern-Sigmaringen
- Leopold av Lothringen (1679–1729)
- Leopold Ludvig av Veldenz (1625–1694)
- Leopold Salvator av Toscana (1863–1931)
- Leopold Vilhelm av Österrike (1614–1662), ärkehertig av Österrike

### Med efternamn
- Leopold Figl, österrikisk politiker, förbundskansler 1945–1953
- Leopold Gmelin, tysk kemist
- Leopold Godovskij, polsk/amerikansk pianist och tonsättare
- Leopold Kronecker, tysk matematiker
- Leopold Mozart, tysk violinist och tonsättare, far till Wolfgang Amadeus Mozart
- Leopold Rutowicz, polsk politiker
- Leopold von Sacher-Masoch, österrikisk författare
- Leopold Stokowski, brittisk-amerikansk dirigent
- Leopold Vietoris, österrikisk matematiker och Österrikes äldsta man någonsin

## Personer med Leopold som efternamn
- Aldo Leopold (1887–1948), amerikansk skogsvetare, ekolog och miljöaktivist
- Anders Leopold (1937–2021), svensk journalist och författare, pseudonym
- Carl Gustaf af Leopold (1756–1829), svensk poet, kritiker och ledamot av Svenska Akademien
- Göran Leopold (1890–1940), finländsk ämbetsman
- Jordan Leopold (född 1980), amerikansk ishockeyspelare
- Josef Leopold (1889–1941), österrikisk nazistledare
- Linda Leopold (född 1979), svensk författare och redaktör
- Svend Leopold (1874–1942), dansk författare
- Tapio Leopold (född 1982), svensk manusförfattare och skådespelare
- Thomas Leopold (1693–1771), svensk radikalpietist, fängslad för sin tro